# John Jackson
John Jackson (n. 14 februarie 1885, Lincoln, Nebraska, SUA – d. 17 iunie 1971, Fairfield⁠(d), Iowa, SUA) a fost un trăgător de tir ce a reprezentat Statele Unite ale Americii, medaliat olimpic. A participat la o ediție a Jocurilor Olimpice (1912) în care a câștigat o medalie de aur și o medalie de bronz.